# 人生一度 (SOFFetの曲)
「人生一度」（じんせいいちど）は、SOFFetの4枚目のシングル。2003年11月19日にワーナーミュージック・ジャパンから発売された。SOFFetのシングルで最も売れた作品である。

## 収録曲
1. 人生一度
作詞:YoYo、GooF / 作曲:YoYo、GooF
2. いつかの雪の日
作詞:YoYo、GooF / 作曲:YoYo、GooF
3. がむしゃら凸凹大レース!? (MEDIANOCHE RMX)
作詞:YoYo / 作曲:GooF
Fellows,Incによるリミックス

| スタブアイコン | サブスタブ | この項目は、まだ閲覧者の調べものの参照としては役立たない、シングルに関連した書きかけの項目です。この項目を加筆・訂正などしてくださる協力者を求めています（P:音楽/PJ:楽曲）。 |